# Джуманиязов, Козы
Козы́ Джумания́зов, другой вариант имени — Козыба́й (1929 год, село Кенегес, Ильялинский район, Ташаузский округ, Туркменская ССР, СССР) — бригадир колхоза имени Тельмана Ильялинского района, Туркменская ССР. Герой Социалистического Труда (1950).

## Биография
Родился в 1929 году в крестьянской семье в селе Кегенес Ильялинского района (сегодня — этрап имени Гурбансолтан-эдже).
Окончил местную школу. Трудовую деятельность начал рядовым колхозником в годы Великой Отечественной войны в колхозе имени Тельмана Ильялинского района, которым руководил председатель Джаппар Суханов. В послевоенные годы — бригадир комсомольско-молодёжной хлопководческой бригады в этом же колхозе.
В 1949 году бригада под его руководством собрала в среднем с каждого гектара по 42,8 центнеров хлопка-сырца на участке площадью 27 гектаров. Указом Президиума Верховного Совета СССР от 30 июня 1950 года удостоен звания Героя Социалистического Труда за «получение высокого урожая хлопка на поливных землях» с вручением ордена Ленина и золотой медали «Серп и Молот» (№ 5331).
Этим же Указом званием Героя Социалистического Труда были награждены председатель колхоза Джаппар Суханов, труженики колхоза имени Тельмана председатель Совета урожайности Аллаберген Джуманазаров, бригадир Сапа Клычев, звеньевые Хаит Атаджанов и Огульджан Матчанова.
В последующие годы трудился в одном из учреждений Министерства связи по Ташаузской области.